# Jamaki Rie
Jamaki Rie (山木 里恵; Hepburn: Yamaki Rie) (Csiba prefektúra, 1975. október 2. –) japán válogatott labdarúgó.

## Klub
A labdarúgást a Nissan FC Ladies csapatában kezdte. 75 bajnoki mérkőzésen lépett pályára és 10 gólt szerzett. 1994-ben a Nikko Securities Dream Ladies csapatához szerződött. 1994 és 1998 között a Nikko Securities Dream Ladies csapatában játszott. 1997-ben a liga legértékesebb játékosának választották. 80 bajnoki mérkőzésen lépett pályára és 10 gólt szerzett. 1999 és 2002 között a Németországban játszott. 2003-ban visszatért Japánba az Ohara Gakuen JaSRA csapatához. 2004-ben vonult vissza.

## Nemzeti válogatott
1993-ban debütált a japán válogatottban. A japán válogatott tagjaként részt vett az 1995-ös, az 1999-es világbajnokságon és az 1996. évi nyári olimpiai játékokon. A japán válogatottban 50 mérkőzést játszott.

## Statisztika
| Japán válogatott | Japán válogatott | Japán válogatott |
| Időszak          | Mérk.            | gól              |
| ---------------- | ---------------- | ---------------- |
| 1993             | 4                | 0                |
| 1994             | 6                | 0                |
| 1995             | 10               | 0                |
| 1996             | 10               | 0                |
| 1997             | 7                | 2                |
| 1998             | 8                | 1                |
| 1999             | 5                | 0                |
| Összesen         | 50               | 3                |

## Sikerei, díjai
Japán válogatott
- Ázsia-kupa:  Ezüst; 1995,  Bronz; 1993, 1997

Klub
- Japán bajnokság: 1996, 1997, 1998

Egyéni
- Az év Japán játékosa: 1997
- Az év Japán csapatában: 1993, 1994, 1995, 1996, 1997